# L'anima si spegne
L'anima si spegne è un romanzo di formazione del 1932 di Lajos Zilahy, scrittore ungherese emigrato negli Stati Uniti, noto anche per la sua attività di sceneggiatore.

## Trama
Il romanzo inizia a Honolulu, nelle Hawaii, a quattromila miglia dalla California e agli antipodi dell'Ungheria, in cui il protagonista, János Perki - anglicizzato in John Pacree - è nato. János è un giovane uomo che ha avuto un figlio dalla moglie Jennifer, americana, con cui si è sposato da poco. Vive portando i turisti a pesca con un piccolo battello dell'albergo Mayflower, appena risistemato. Guadagna discretamente, ha una vita apparentemente tranquilla anche se soffre di nostalgia per l'Ungheria e la famiglia che li è rimasta. In due lunghi flashback, racconta le sue disavventure. Sette anni prima ha lasciato l'Ungheria, dopo che la morte del padre e i suoi pesanti debiti, hanno costretto la famiglia a vendere il podere e la casa. In Ungheria non c'era lavoro e János ha deciso di partire per gli Stati Uniti, lasciando la madre e la sorella in precarie condizioni economiche e disperate per la sua fuga. I primi anni di vita americana, a New York, sono molto duri: lavori precari come cameriere, lift d'ascensore, fattorino, lo lasciano comunque in bolletta. La sua storia d'amore semi-platonica con Jennifer, una ragazzina di quindici anni, finisce bruscamente quando il suo migliore amico la seduce, sfoggiando una fiammante decappottabile. János si abbandona alla disperazione e vuole tornare in patria, ma la fortuna lo fa incontrare con un regista, che lo assume come segretario e lo spedisce in California, nella mitica Hollywood (dove Zilahy lavorò effettivamente come sceneggiatore).
Qui giunto incontra casualmente Jennifer, che nel frattempo si è fatta donna e intende sposare per interesse il ricco proprietario di un grande supermercato, fratello della sua migliore amica Patty. Le nozze sono combinate. Jennifer e János si amano ma un destino crudele sembra separarli ogni volta. Lei deve accettare il matrimonio di convenienza per salvare il padre dai debiti. Lui decide di partire e si imbarca sul piroscafo che lo porterà in Ungheria. Ma poi ripensa alla notte d'amore con Jennifer e alla possibilità che lei abbia un figlio suo. Si getta dal ponte e - semi svenuto - viene soccorso dai marinai che lo ripescano. Finisce su tutti i giornali, trova un lavoro alle Hawaii e si sistema, riuscendo a guadagnare soldi a sufficienza per tornare finalmente a trovare la famiglia in Ungheria. Dopo pochi giorni la moglie e il figlio, che non capiscono una parola di ungherese, diventano sempre più insofferenti per le angustie della piccola città in cui vive la madre. János anticipa il ritorno negli Stati Uniti. Sa che non rivedrà più la madre. L'anima si spegne. Riprende il piroscafo e torna nella sua nuova patria.

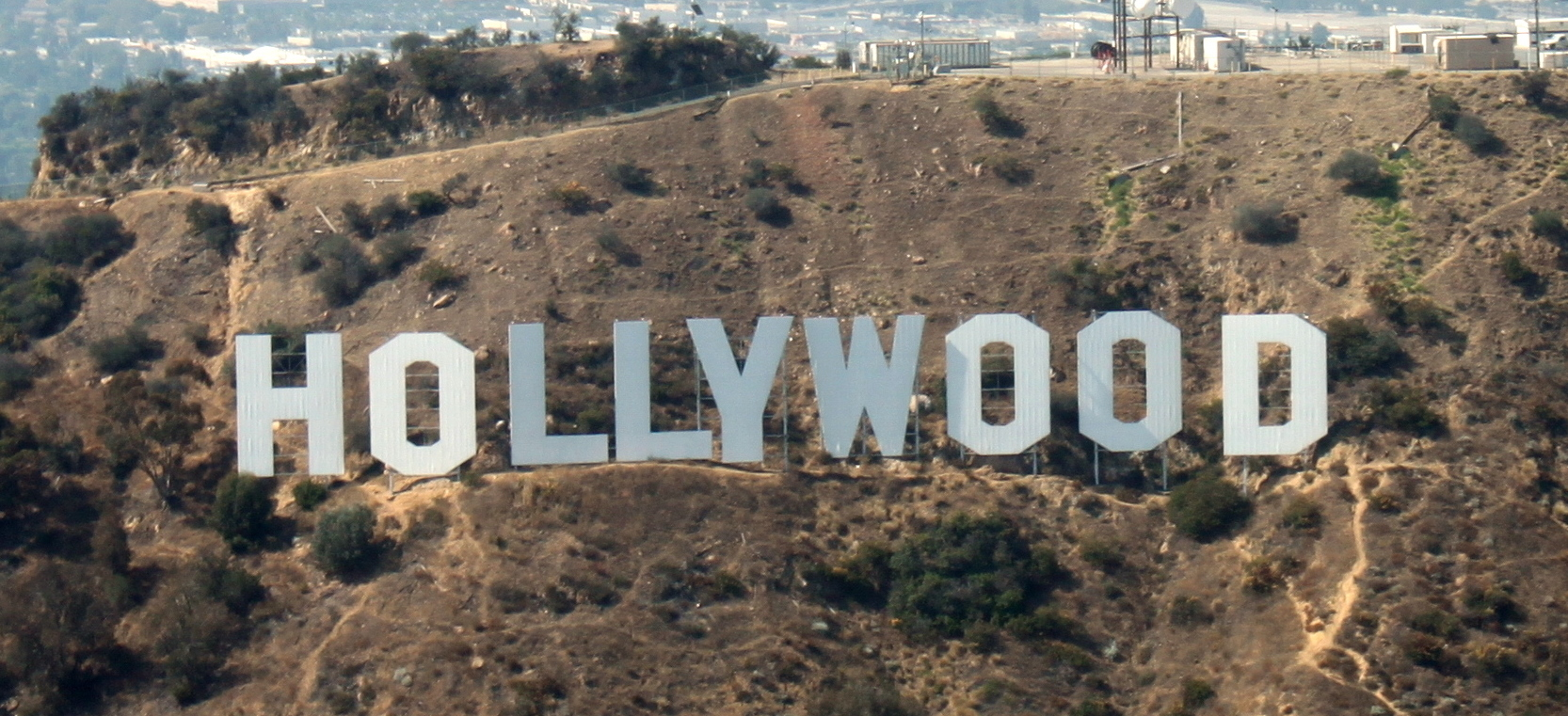
il simbolo di Hollywood, in cui János Perki si sposa e trova la sua nuova famiglia

Romanzo melanconico di uno scrittore che divenne famoso per le sue sceneggiature e la collaborazione alla produzione di film famosi. Negli anni trenta ha vissuto l'età d'oro del cinema ungherese, lavorando come scrittore e poi come regista. Uno dei più grandi successi della primavera del 1939 è stato Deadly, con Paul Maple e uno dei sex symbol dell'epoca: Catherine Karady.

## Edizioni
- Lajos Zilahy, L'anima si spegne, traduzione di Ilia Stux, Baldini & Castoldi, 1936,  p. 285, ASIN:B007JTGDDS.